# Brockhampton (Gloucestershire)
Brockhampton – wieś w Anglii, w hrabstwie Gloucestershire, w dystrykcie Tewkesbury. Leży 21 km na wschód od miasta Gloucester i 134 km na zachód od Londynu.